# Apalonia microdotoides
Apalonia microdotoides (лат.) — вид жуков-стафилинид рода Apalonia из подсемейства Aleocharinae. Французская Гвиана.

## Описание
Мелкие коротконадкрылые жуки. Длина тела 2,3 мм. Слабоблестящее коричневое тело, черно-коричневые усики с тремя красновато-жёлтыми базальными антенномерами; красновато-жёлтые ноги. Глаза сверху длиннее постокулярной области. Второй антенномер короче первого. Пунктуры на теле практически незаметны. Зернистость переднеспинки мелкая и не очень заметная, зернистость надкрылий не видна, зернистость брюшка видна только на заднем крае тергита. Этимология: название нового вида означает сходство с подродом Microdota из рода Atheta.  Формула лапок 4-5-5. Голова с отчетливой шеей. Максиллярные щупики состоят из 4 члеников, а лабиальные щупики из 3 сегментов.
Вид был впервые описан в 2015 году итальянским энтомологом Роберто Пейсом (Roberto Pace; 1935—2017) по материалам из Южной Америки (Французская Гвиана).